# Kostanái
Kostanái (kazajo: Қостанай; aunque también se puede transcribir como Kostanay, Qostanái, y Kustanái) es la capital de la provincia homónima, al norte de Kazajistán. Ubicada a la orilla izquierda del curso alto del río Tobol —afluente del río Irtish, y este del Obi—, cuenta con una población de 223 600 habitantes (2004).

## Historia
En 1897 tenía contabilizada una población de 14 065 habitantes.

## Lugares de interés

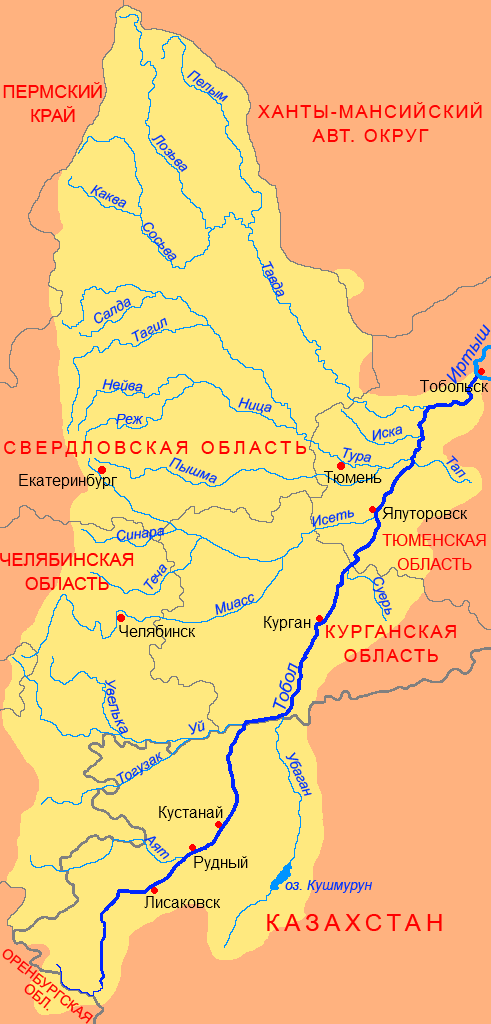
Kostanái (Қостанай) en un mapa del río Tobol

Kostanái no es muy rica en objetos con herencia histórico-cultural. Como centro regional, posee una mezquita musulmana suní, la sede de la administración regional, la Universidad Estatal de Kostanay, el museo regional de Altynsarin, el teatro de drama kazajo, la plaza central y la estación de trenes.
Entre los monumentos históricos están:
- Monumento a Ibrahim Altynsarin.
- Los bustos de dos Héroes de la Unión Soviética, I.F. Pávlov y L.I. Bedá.
- Complejo memorial de las víctimas de la Segunda Guerra Mundial.
- Los bustos de A. Imánov y L.I. Tarán.
- Monumento de B. Majlin.